# Y dale alegría a mi corazón
Y Dale Alegría a mi Corazón é uma canção do roqueiro argentino Fito Páez, presente no álbum Tercer mundo, de 1990.

## Versões
- O próprio Fito fez uma gravação acústica no álbum. Euforia. Há também uma gravação ao vivo no álbum No sé si es Baires o Madrid, de 2008. Esta versão conta com as participações especiais de Gala Évora e de Mavi Díaz.
- A música também foi regravada por Mercedes Sosa.[3]

## Prêmios e honrarias
- Em 2002, a revista Rolling Stone Argentina, juntamente com o canal a cabo MTV, rankearam esta canção na 9ª posição dos 100 maiores hits do rock argentino pela Rolling Stone e MTV, sendo a canção mais bem ranqueada do músico.[4][5][6]